# Dave Toschi
David Ramon Toschi (San Francisco, 11 de julho de 1931 - San Francisco, 6 de janeiro de 2018) foi um ex-inspetor do San Francisco Police Department, onde atuou de 1952 até 1983. Ele é mais conhecido por seu papel como investigador-chefe no caso do assassino do Zodíaco, que ele começou a trabalhar após o assassinato do taxista Paul Stine.
Toschi foi vice-presidente da North Star Security Services em Daly City. Foi um conselheiro para os produtores do filme Zodiac de 2007. 

## Biografia
David Ramon Toschi nasceu em San Francisco, Califórnia, em 11 de julho de 1931, filho de ítalo-americanos ingressou na Galileo High School onde fez sua formação acadêmica. Logo após sua graduação, Toschi foi convocado pelo Exército dos EUA para participar da Guerra da Coréia, sendo dispensado com honras em 1952.
Retornando para a Califórnia, Dave ingressou no departamento de polícia de San Francisco, onde trabalhou de 1952 até 1987, fazendo parte da divisão de homicídios de 1966 até 1978.
Toschi ficou famoso por ser o principal investigador do caso do assassino do Zodíaco, ele passou a investigar o caso junto com seu parceiro Bill Armstrong em 1969, após o assassinato do taxista Paul Stine. Durante suas investigações Toschi e seu parceiro investigaram principalmente o envolvimento de Arthur Leigh Allen nos assassinatos. O detetive deixou o caso em 1978, após se envolver em um  mal entendido, e ser acusado de enviar uma carta se passando pelo próprio Zodíaco para o San Francisco Chronicle, porém isso se confirmou ser apenas uma grande confusão e as acusações foram retiradas. 
Após deixar a polícia de San Francisco ele trabalhou como diretor de segurança do hospital St. Luke em San Francisco, fazendo a mesma função anos depois para o San Francisco's Pan Pacific Hotel. Toschi também foi vice presidente da North Star Security Services em Daly City. Dave faleceu em 6 de janeiro de 2018, aos 86 anos, por causa de complicações de uma pneumonia.

## Na cultura popular
-O ator Mark Ruffalo retratou Toschi no filme de David Fincher Zodiac.
-Dave Toschi serviu de base para Steve McQueen na concepção do detetive Frank Bullitt, personagem principal do filme "Bullitt", de 1968.